# Paramaecium
Paramaecium, parfois typographié Paramæcium, également appelé inExordium, est un groupe de doom metal chrétien australien, originaire de Melbourne, Victoria. Paramaecium est l'un des quelques groupes de doom metal dont les paroles se centrent sur la chrétienté. D'après doom-metal.com, « ce qui différencie Paramaecium des autres groupes dans la scène doom metal, c'est le fait qu'il soit le seul groupe de death-doom chrétien qui atteindra le sommet du genre. »

## Biographie
Paramaecium est formé en 1991 à Melbourne, Victoria. En 1993, Paramaecium publie leur premier album, Exhumed of the Earth. Le groupe comrpend Andrew Tompkins au chant et à la basse, Jason De Ron à la guitare, et Jayson Sherlock à la batterie. La musique s'inspire de Cathedral, de My Dying Bride à ses débuts, et d'Anathema,. Le groupe incorpore des éléments de flute et de violon, ainsi que du death et du doom metal.
Paramaecium recrute le guitariste Chris Burton en 1995 et publie son second album, Within the Ancient Forest, accompagné d'un ouvrage homonyme écrit par Tompkins. L'album est plus diversifié et technique, et implique des chants féminins, du piano, de la flute et du violoncelle. Leur troisième album, A Time to Mourn, est publié en 1999 et marque le départ de tous les membres à l'exception de Tompkins. Après cinq ans de pause, Paramaecium revient en 2004 avec Echoes from the Ground. L'album fait encore une fois participer Tompkins comme membre original.
En 2005, Tompkins travaille de nouveau avec le guitariste De Ron sur un nouvel album. Au début de 2006, le batteur Sherlock se joint au groupe, et jouent ensemble une série de concerts à Melbourne et Sydney, et au NordicFest d'Oslo, Norvège. Leur apparition au NordicFest en novembre 2006 marque la fin officielle de Paramaecium, mais aussi son lancement sous un autre nom, InExordium. Après la séparation de InExordium, le guitariste Sheldon D'Costa et le batteur Jayson Sherlock forment Revulsed.

## Membres

### Derniers membres
- Andrew Tompkins - basse, chant (1991–2013)
- Jason De Ron - guitare (1992–1995, 2006–2013)
- Jayson Sherlock - batterie (1993–1996, 2006–2013)
- Sheldon D'Costa - guitare (2009–2013)

### Anciens membres
- Steve Palmer - batterie (1991–1992)
- Colin « Mosh » Mynard - guitare (1991)
- Chris Burton - guitare (1995–1996)
- Mark Kelson - guitare (1997–1998)
- Ian Arkley (Seventh Angel, My Silent Wake) - guitare (1998–1999)
- Mark Orr - batterie (1998–2004)

## Discographie

### Albums studio
- 1993 : Exhumed of the Earth
- 1996 : Within the Ancient Forest
- 1999 : A Time to Mourn
- 2004 : Echoes from the Ground
- 2008 : inExordium (sous le nom inExordium)

### Démo
- 1991 : Silent Carnage

### EP
- 1996 : Repentance